# Mathieu Peybernes
Mathieu Peybernes, né le 21 octobre 1990 à Toulouse, est un footballeur français évoluant au poste de défenseur central au FC Sochaux-Montbéliard.

## Biographie
Formé à l'US Colomiers, de la catégorie débutant à 14 ans fédéraux, il entre ensuite sur concours au centre de préformation de Castelmaurou pour une durée de deux ans. Sélectionné avec l'équipe de la Ligue de Midi-Pyrénées en 2005, il dispute la Coupe nationale des 14 ans à Clairefontaine. Il rejoint le centre de formation du FC Sochaux-Montbéliard en 2005. Durant ces années de formation Mathieu est sélectionné en Équipe de France de jeunes (U18, U19 et Espoirs) et participe à la demi-finale de Gambardella en 2007 à Tarbes contre Niort (match remporté aux tirs au but). Cette même année le FC Sochaux-Montbéliard remporte la Coupe Gambardella face à l'AJ Auxerre. Il signe son premier contrat professionnel en septembre 2009, pour une durée de trois ans. Il dispute son premier match professionnel avec Sochaux contre le Stade rennais, dans le couloir droit en mai 2010, avec une victoire synonyme de maintien 2 buts à 1.
Francis Gillot est le premier entraîneur à lancer Mathieu en Ligue 1, par la suite il s'est imposé avec tous les entraîneurs du club dont Éric Hély son entraîneur chez les jeunes, Mécha Baždarević et Hervé Renard.
Il honore sa première sélection avec les Espoirs le 2 juin 2011 à l'occasion d'une rencontre amicale contre la Serbie
Il marque son premier but en Ligue 1 durant le match Nancy-Sochaux, lors de la troisième journée de la saison 2011/2012 à la suite d'un corner de Boudebouz repris de volée par Mathieu. Il prolonge par la suite son contrat de trois ans avec son club formateur. Il se lie ainsi avec le club franc-comtois jusqu'en juin 2015.
Il dispute au total 83 matchs avec son club formateur dont un en tant que capitaine à seulement 21 ans contre l'Olympique de Marseille au Vélodrome.
En 2014, le club du FC Sochaux-Montbéliard doit réduire sa masse salariale à la suite de sa rétrogradation en Ligue 2, Mathieu résilie son contrat d'un commun accord et se retrouve libre au 3 juin 2014.
Il signe au SC Bastia en juillet 2014.
Avec ce club, il dispute 82 matchs toutes compétitions confondues et dispute une finale de Coupe de la Ligue contre le PSG, perdue 4 à 0.
Lors du mercato d'hiver 2017, il rejoint le FC Lorient. Après la relégation des Merlus en Ligue 2, Peybernes rejoint, sous forme de prêt, le club turc promu de Göztepe SK. En janvier 2018, il est prêté au club belge de KAS Eupen. 
Après son retour à Lorient, le 2 août 2018 il est prêté à nouveau, cette fois au Sporting de Gijón, qui évolue dans deuxième division espagnole.
Le 25 juillet 2022, il s'engage pour une durée de trois ans avec l'Apollon Limassol, soit jusqu'en 2025.
Dix ans après son départ du club, il signe son grand retour au FC Sochaux-Montbéliard. Il s’engage s’est pour une saison plus une en option. En fin de saison, il prolonge d'une saison, soit jusqu'en juin 2026.

## Statistiques
| Saison                | Club                     | Championnat           | Championnat | Championnat | Coupe nationale | Coupe nationale | Coupe de la Ligue | Coupe de la Ligue | Compétition(s) continentale(s) | Compétition(s) continentale(s) | Compétition(s) continentale(s) | Total | Total |
| Saison                | Club                     | Division              | M.          | B.          | M.              | B.              | M.                | B.                | Comp.                          | M.                             | B.                             | M.    | B.    |
| 2009-2010             | FC Sochaux-Montbéliard   | Ligue 1               | 1           | 0           | -               | -               | -                 | -                 | -                              | -                              | -                              | 1     | 0     |
| 2010-2011             | FC Sochaux-Montbéliard   | Ligue 1               | 8           | 0           | -               | -               | -                 | -                 | -                              | -                              | -                              | 8     | 0     |
| 2011-2012             | FC Sochaux-Montbéliard   | Ligue 1               | 26          | 1           | 1               | 0               | 1                 | 0                 | C3                             | 1                              | 0                              | 29    | 1     |
| 2012-2013             | FC Sochaux-Montbéliard   | Ligue 1               | 25          | 0           | 1               | 0               | -                 | -                 | -                              | -                              | -                              | 26    | 0     |
| 2013-2014             | FC Sochaux-Montbéliard   | Ligue 1               | 15          | 0           | 2               | 0               | 2                 | 0                 | -                              | -                              | -                              | 19    | 0     |
| Sous-total            | Sous-total               | Sous-total            | 75          | 1           | 4               | 0               | 3                 | 0                 | -                              | 1                              | 0                              | 83    | 1     |
| 2014-2015             | SC Bastia                | Ligue 1               | 30          | 0           | 2               | 0               | 2                 | 0                 | -                              | -                              | -                              | 34    | 0     |
| 2015-2016             | SC Bastia                | Ligue 1               | 25          | 0           | 1               | 0               | 1                 | 0                 | -                              | -                              | -                              | 27    | 0     |
| 2016-2017             | SC Bastia                | Ligue 1               | 19          | 0           | 1               | 0               | 1                 | 0                 | -                              | -                              | -                              | 21    | 0     |
| Sous-total            | Sous-total               | Sous-total            | 74          | 0           | 4               | 0               | 4                 | 0                 | -                              | -                              | -                              | 82    | 0     |
| 2016-2017             | FC Lorient               | Ligue 1               | 18+2        | 0           | -               | -               | -                 | -                 | -                              | -                              | -                              | 20    | 0     |
| 2017-2018             | Göztepe SK (prêt)        | Süper Lig             | 9           | 0           | -               | -               | -                 | -                 | -                              | -                              | -                              | 9     | 0     |
| 2017-2018             | KAS Eupen (prêt)         | Jupiler Pro League    | 5+5         | 0           | -               | -               | -                 | -                 | -                              | -                              | -                              | 10    | 0     |
| 2018-2019             | Sporting de Gijón (prêt) | LaLiga 2              | 26          | 1           | 3               | 0               | -                 | -                 | -                              | -                              | -                              | 29    | 1     |
| 2019-2020             | CD Lugo (prêt)           | LaLiga 2              | 30          | 0           | -               | -               | -                 | -                 | -                              | -                              | -                              | 30    | 0     |
| 2020-2021             | UD Almería               | LaLiga 2              | 4           | 0           | 2               | 0               | -                 | -                 | -                              | -                              | -                              | 6     | 0     |
| 2020-2021             | Real Saragosse           | LaLiga 2              | 14          | 1           | -               | -               | -                 | -                 | -                              | -                              | -                              | 14    | 1     |
| 2021-2022             | Málaga CF                | LaLiga 2              | 34          | 2           | 2               | 0               | -                 | -                 | -                              | -                              | -                              | 36    | 2     |
| 2022-2023             | Apollon Limassol         | Panchypriote Cyta     | 21          | 0           | 2               | 0               | -                 | -                 | C1+C3+C4                       | 2+1+3                          | 0+0+0                          | 29    | 0     |
| 2023-2024             | Apollon Limassol         | Panchypriote Cyta     | 27          | 0           | 1               | 0               | -                 | -                 | -                              | -                              | -                              | 28    | 0     |
| Sous-total            | Sous-total               | Sous-total            | 48          | 0           | 3               | 0               | -                 | -                 | -                              | 6                              | 0                              | 57    | 0     |
| 2024-2025             | FC Sochaux-Montbéliard   | National              | 27          | 2           | 3               | 0               | -                 | -                 | -                              | -                              | -                              | 30    | 2     |
| 2025-2026             | FC Sochaux-Montbéliard   | National              | 2           | 1           | -               | -               | -                 | -                 | -                              | -                              | -                              | 2     | 1     |
| Sous-total            | Sous-total               | Sous-total            | 29          | 3           | 3               | 0               | -                 | -                 | -                              | -                              | -                              | 32    | 3     |
| Total sur la carrière | Total sur la carrière    | Total sur la carrière | 373         | 9           | 21              | 0               | 7                 | 0                 | -                              | 7                              | 0                              | 408   | 9     |

## Palmarès
SC Bastia
- Coupe de la Ligue
  - Finaliste : 2015.

 Apollon Limassol (1)
- Supercoupe de Chypre
  - Vainqueur : 2022